# Chiny 1911: Rewolucja
Chiny 1911: Rewolucja (mand. Xinhai geming / 辛亥革命) – chińsko-hongkoński dramat historyczny z 2011 roku w reżyserii Jackiego Chana.

## Obsada
- Li Bingbing – Xu Zonghan
- Winston Chao – Sun Jat-sen
- Joan Chen – cesarzowa wdowa Longyu
- Jaycee Chan – Zhang Zhenwu
- Jackie Chan – Huang Xing
- Sun Chun – Yuan Shikai
- Jiang Wu – Li Yuanhong
- Hu Ming – Liao Zhongkai
- Wang Yanan – Yuan Keding
- Yu-Hang To – Xiong Bingkun
- Ning Jing – Qiu Jin
- Yu Shaoqun – Wang Jingwei
- Jiang Wenli – Song Qingling
- Hu Ge – Lin Juemin[2]

## Odbiór
Film zarobił 79 914 300 dolarów amerykańskich, w tym 127 437 w Stanach Zjednoczonych.
W 2012 roku podczas 31. edycji Hundred Flowers Awards Winston Chao był nominowany do nagrody Hundred Flowers Award w kategorii najlepszy aktor, a Li Bingbing była nominowana w kategorii najlepsza aktorka.